# غوزني تبة
غوزني تبة (بالفارسية: گوزنی‌تپه) هي قرية تقع في غلستان في إيران. يقدر عدد سكانها بـ 315 نسمة بحسب إحصاء 2016.